# Dijana Janošić
Dijana Janošić (* 15. April 1959) ist eine ehemalige kroatische Fußballspielerin.
Janošić bestritt für die Kroatien zwei Länderspiele. In beiden Spielen wurde sie für Anica Ganz eingewechselt. Sie spielte beim bekannten kroatischen Frauenfußballverein ŽNK Dinamo-Maksimir, mit dem sie unter anderem kroatische Meisterin wurde. Des Weiteren ist sie zurzeit als Stellvertretende Präsidentin des Vereines aktiv.